# Dobříčany
Dobříčany (německy Dobritschan) jsou vesnice, část obce Liběšice v okrese Louny. Nachází se asi dva kilometry severozápadně od Liběšic. Prochází tudy železniční trať Lužná u Rakovníka – Chomutov. Dobříčany jsou také název katastrálního území o rozloze 3,06 km².

## Historie
Využití okolní krajiny v pravěku dokládá nález několika set kusů štípané industrie, který v místech těžby jílu poblíž soutoku Ohře a Blšanky učinil roku 1937 amatérský archeolog Anton Garstenhöfer. Slavomil Vencl později zjistil, že malá část pazourkových nástrojů pochází z neolitu, ale 530 kusů přiřadil kultuře magdalénienu. Nalezené nástroje pravděpodobně byly pozůstatkem dílny, ve které se vyráběly.
První písemná zmínka o vsi pochází z roku 1318, kdy byla sídlem rytíře Hogera. Počátkem 16. století byly Dobříčany za Bohuslava Hasištejnského z Lobkovic připojeny k líčkovskému panství. Krátce po bitvě na Bílé hoře Dobříčany přepadli Valdštejnovi vojáci a zapálili zámek. Za účast na stavovském povstání byla ves Kryštofu Hrobčickému zkonfiskována a v roce 1623 prodána Františkovi Clary de Riva, jehož potomkům ves zůstala až do roku 1804. Od roku 1823 byl statek a zámek Dobříčany ve vlastnictví baronské rodiny Zessnerů, jež jej po roce 1945 musel opustit a zámek sloužil jako kasárna.
Jihozápadně od vesnice bývaly u břehu Blšanky lázně využívané od osmnáctého století k léčebným koupelím. Na počátku dvacátého století je provozovali Zessnerové a po roce 1945 je převzal místní národní výbor. Ještě v roce 1971 bylo v lázních poskytnuto šest tisíc koupelí. Při ceně 6 Kčs za koupel byl provoz lázní ziskový. Přestože byly koupele označeny jako očistné, předepisovali je obvodní lékaři z okolí Žatce při revmatických a kožních nemocích.

## Přírodní poměry
Mezi Blšankou a bývalým náhonem jihozápadně od vesnice se v několik studních jímala z hloubky 1,5–1,8 metru hydrogenuhličitano-síranová vápenato-hořečnatá voda s mineralizací 0,83 g·l−1. V podloží kvartérních sedimentů úzké údolní nivy se zde nachází jíly a písky žatecké bezslojové facie souvrství hnědouhelných slojí.

## Obyvatelstvo
Při sčítání lidu v roce 1921 zde žilo 456 obyvatel (z toho 251 mužů), z nichž bylo devatenáct Čechoslováků, 435 Němců a dva cizinci. Převažovali lidé s římskokatolickým vyznáním, ale žili zde také tři evangelíci a osm lidí bez vyznání. Podle sčítání lidu z roku 1930 měla vesnice 482 obyvatel: 25 Čechoslováků a 457 Němců. Kromě římských katolíků ve vsi žil jeden evangelík a tři lidé bez vyznání.
|           | 1869 | 1880 | 1890 | 1900 | 1910 | 1921 | 1930 | 1950 | 1961 | 1970 | 1980 | 1991 | 2001 | 2011 |
| --------- | ---- | ---- | ---- | ---- | ---- | ---- | ---- | ---- | ---- | ---- | ---- | ---- | ---- | ---- |
| Obyvatelé | 392  | 432  | 406  | 444  | 488  | 456  | 482  | 192  | 217  | 168  | 139  | 113  | 92   | 98   |
| Domy      | 50   | 51   | 52   | 61   | 66   | 69   | 85   | 69   | 58   | 55   | 50   | 57   | 56   | 58   |

## Pamětihodnosti
- Podoba původně gotického kostela Narození Panny Marie pochází z přestavby z roku 1878. Uvnitř se nachází stropní malby Madony a Adorace Nejsvětější svátosti a oltář s obrazem od A. Zessnera.[11]
- Barokní dobříčanský zámek ve středu vesnice vznikl v roce 1620 renesanční přestavbou starší tvrze. DOchovanou podobu získal díky barokní přestavbě ve druhé polovině 17. století.[12]
- Venkovská usedlost čp. 6